# Josep Lluís Blasco
Pour les articles homonymes, voir Blasco.

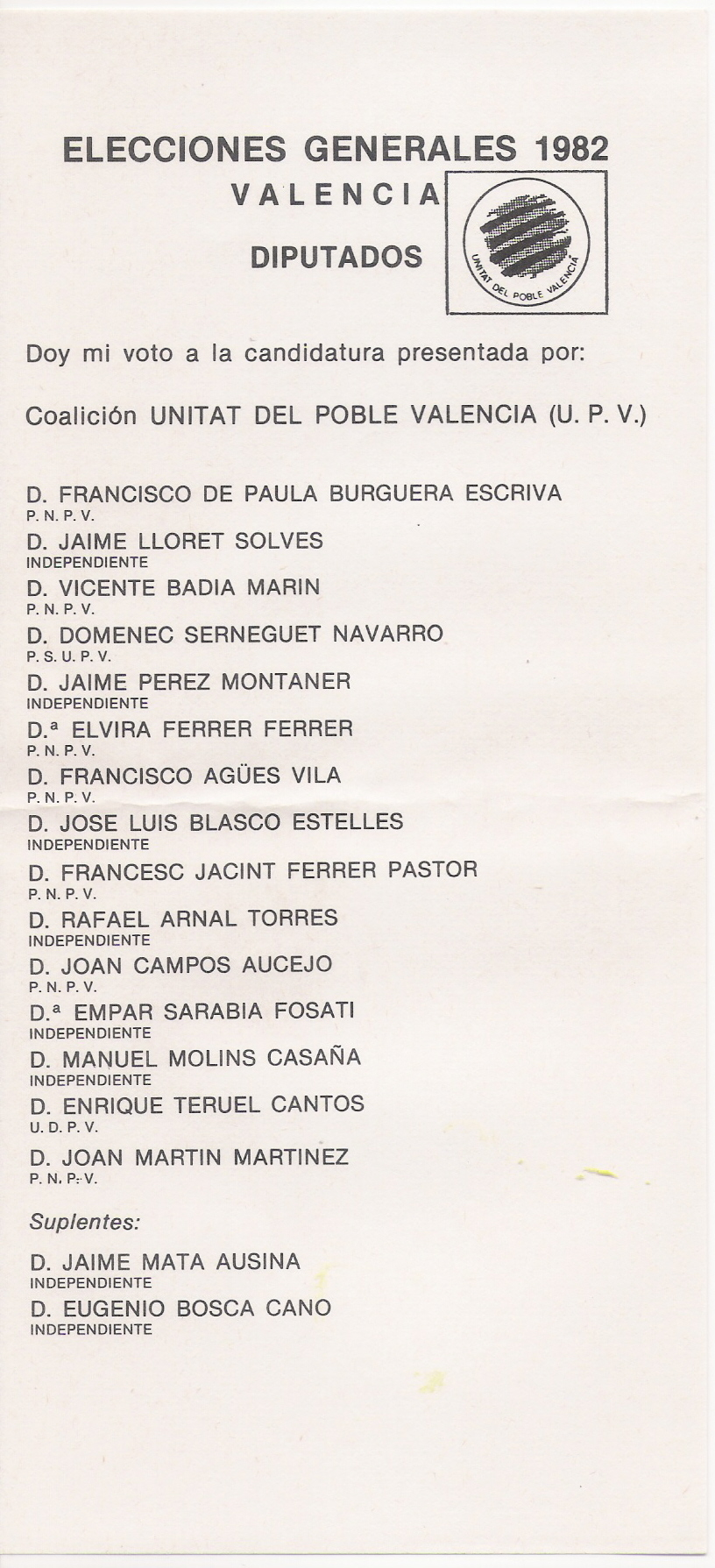
Liste d'UPV aux élections générales de 1982, où Blasco figure en huitième place.

Josep Lluís Blasco i Estellés, né à Sagonte le 2 juin 1940 et mort le 8 mars 2003, est un philosophe et homme politique du Pays valencien, en Espagne.

## Biographie

### Carrière politique
Il est diplômé en droit de l’université de Valence. En 1974, il intègre le parti nationaliste catalan radical Partit Socialista d'Alliberament Nacional dels Països Catalans (PSAN), qu'il quitte plus tard pour devenir l'un des dirigeants historiques d'Unitat del Poble Valencià (UPV), antécédent du Bloc nationaliste valencien.
Une fondation valencianiste et démocrate, présidée depuis 2010 par Pere Mayor, porte son nom (Fundació Valencianista i Demòcrata Josep Lluís Blasco).

### Carrière universitaire
Il enseigne la théorie de la connaissance puis devient doyen de la faculté de philosophie de l'université de Valence.